# Aerogeophysik
Aerogeophysik ist ein Teilgebiet der Geophysik, das sich mit den Messmethoden der Fernerkundung befasst, ⁣⁣die von Flugkörpern durchgeführt werden. Das schließt Messungen von Flächenflugzeugen, Hubschraubern, Luftschiffen, Ballonen oder unbemannten Flugkörpern, hauptsächlich zur großflächigen Kartierung und Lagerstättenexploration, ein.

## Methoden
Die meisten geophysikalischen Methoden können auch von Flugkörpern aus durchgeführt werden, sind dadurch methodisch aber oft so abgegrenzt, dass sie als eigenständige Verfahren verstanden werden. Zu den üblichen zählen:
- Aeroelektromagnetik
- Aeromagnetik
- Aeroradiometrie
- Aerogeoradar
- Aerogravimetrie

Aber auch andere, primär aus der Fernerkundung bekannte, Systeme, wie Laserscanner, Photogrammetrie oder Infrarotkamerasysteme werden teilweise zur Aerogeophysik gezählt. Für alle Systeme ist eine nahezu kontinuierliche und hochgenaue Ortsbestimmung notwendig, die meist über GPS erfolgt.